# Mrštane
Mrštane (em cirílico: Мрштане) é uma vila da Sérvia localizada no município de Leskovac, pertencente ao distrito de Jablanica, na região de Jablanica. A sua população era de 1331 habitantes segundo o censo de 2002.

## Demografia
| 1948  | 1953  | 1961  | 1971  | 1981  | 1991  | 2002  | 2011  |
| ----- | ----- | ----- | ----- | ----- | ----- | ----- | ----- |
| 1 215 | 1 307 | 1 477 | 1 439 | 1 499 | 1 489 | 1 431 | 1 331 |